# Jean-Jacques Boileau
Pour les articles homonymes, voir Boileau.
Jean-Jacques Boileau, dit « Boileau de l’Archevêché », est un théologien, ecclésiastique et controversiste janséniste français, né à Agen en 1649 et mort à Paris le 10 mars 1735. Il fut notamment conseiller de l’archevêque de Paris Louis-Antoine de Noailles.

## Origines et famille
Jean-Jacques Boileau fut baptisé à Agen le 10 octobre 1649. Il portait à l’origine le nom de Jacques Bueaulaigue, qu’il francisa par la suite en « Boileau ».
Sa famille, appartenant à la bourgeoisie commerçante, était bien établie à Agen. Son père, marchand, s’enrichit par une association dans le commerce de pharmacie avec Jean Caillau. Boileau avait plusieurs frères et sœurs.

## Biographie

### Formation
Jean-Jacques Boileau fut admis à la tonsure le 8 janvier 1657, à l'âge de huit ans.
Il fit ses études au collège des Jésuites d’Agen, situé rue Grande-Horloge, dans un bâtiment détruit à la Révolution. Ce collège dispensait un enseignement destiné aussi bien aux futurs ecclésiastiques qu’aux laïcs,.
En 1665, à seulement seize ans, il poursuivit sa formation à la faculté de théologie de Toulouse.
Homme de culture, Boileau était un lecteur assidu, y compris en dehors des textes religieux. S’il proscrivait les spectacles, comédies et opéras qu’il considérait contraires à l’esprit de modestie et de sainteté, il manifestait une sensibilité littéraire profonde, ce qui attira l’attention de ses contemporains, y compris du cardinal de Noailles.

### Carrière ecclésiastique
Avant son ascension, Boileau fut précepteur de deux fils du duc de Luynes.
Entre 1696 et 1704, il devient conseiller intime du cardinal Louis-Antoine de Noailles, archevêque de Paris. Il fut choisi pour ses qualités littéraires, son style élégant et sa grande piété. Sainte-Beuve évoque sa personnalité dans Port-Royal (t. IV, p. 59), soulignant son intelligence et sa sincérité religieuse.
Après cette période, il fut nommé chanoine de la collégiale Saint-Honoré à Paris, charge qu’il conserva jusqu’à sa mort.
Il était connu pour son indépendance d’esprit, n’hésitant pas à faire des remontrances à ses supérieurs. Il participa aux controverses religieuses de son temps, notamment celles liées au jansénisme.

## Œuvres principales
Jean-Jacques Boileau est l’auteur de plusieurs écrits de spiritualité et de biographies, parmi lesquels :
- Lettres sur différens sujets de morale et de piété, Paris, 1737 ;
- Vie de Madame de Liancourt, Paris, 1698 (réimpr. 1779) ;
- Vie inédite de la duchesse de Luynes, Tamizey de Larroque, 1880.